# Classificazione multi-etichetta
Nell'apprendimento automatico la classificazione multi-etichetta è una variante del problema della classificazione che ammette per ogni istanza l'assegnazione di più di una etichetta-obiettivo. La classificazione multi-etichetta non deve essere confusa con la classificazione multiclasse, che è invece il problema di categorizzare le istanze in una sola tra più di due classi.
Ci sono due metodi principali per affrontare il problema della classificazione multi-etichetta: 
- i metodi di trasformazione del problema;
- i metodi di adattamento degli algoritmi.

Ci sono diversi metodi di trasformazione del problema per la classificazione multi-etichetta: una in comune è la rilevanza binaria dove un classificatore binario è allenato per l'etichetta. Un altro metodo è la trasformazione di combinazioni di etichetta che crea un classificatore binario per ogni possibile combinazione di etichetta; il RAkEL e le catene di classificatori.
I metodi di trasformazione del problema sviluppati sono: il Ml-kNN, variante dei classificatori K-nearest neighbors.